# Hamza Mohammed
Hamza Mohammed (né le 5 novembre 1980 à Kumasi au Ghana) est un joueur de football international ghanéen, qui évolue au poste de milieu de terrain.

## Biographie

### Carrière en sélection
Avec l'équipe du Ghana, il joue 28 matchs (pour un but inscrit) entre 1999 et 2006. Il figure notamment dans le groupe des sélectionnés lors des CAN de 2002 et de 2006.